# تل فيدرال (مقاطعة ديلاوي، نيويورك)
تل فيدرال، هو جبل يقع في جبال كاتسكيل في نيويورك بين الشرق-الشمال الشرقي لدلهي. يقع تل بيك في الجنوب الغربي، ويقع جبل برايدن شرقًا، ويقع تل بومهاور شمال شرق تل الفيدرالية.

## أنظر هنا
- جبال كاتسكيل
- نيويورك (ولاية)
- قرية دلهي (نيويورك)